# SSL 4000

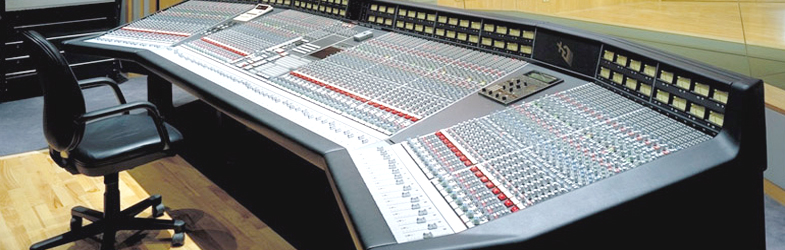
Una unidad de la SSL 4000 serie G+.

Logotipo de SSL.

La Solid State Logic 4000, usualmente abreviada SSL 4000, fue una línea de mesas de mezclas de audio fabricada por la compañía británica Solid State Logic introducida en el año 1976. La llamada «Serie 4000 E», que fue puesta a la venta tres años después, es ampliamente considerada dentro de la industria del audio y la grabación de sonido como un importante avance tecnológico que incorporó múltiples innovaciones a la industria: su función de «guardado» de configuraciones, la inclusión de un segundo atenuador o fader en la ruta de cada canal individual, la adición de una computadora de control interna con teclados QWERTY y VDU que permitían interactuar con el dispositivo y otras características significaron un parteaguas en la producción musical y la mezcla audiovisual en los años posteriores. El sonido que ofrecían sus procesos de ecualización, compresión y compuerta, además de la saturación armónica que introduce a las señales de audio y su practicidad la hicieron especialmente popular también entre productores y músicos: artistas como Tupac Shakur, Steve Winwood y Dave Matthews Band crearon en estas mezcladoras All Eyez on Me (1996), Back In The High Life (1986) y Under the Table and Dreaming (1994) respectivamente, junto a productores como Dr. Dre, Terry Brown y Steve Lillywhite, entre otros. La propia compañía SSL afirma que en la línea 4000 se han grabado más álbumes certificados de platino que en todas las demás mesas de mezcla juntas.
Eventualmente, Solid State Logic dejó de producir las consolas 4000, que fueron fueron reemplazadas por las líneas 6000, 8000, 9000J y 9000K, aunque siguen siendo buscadas y apreciadas por su sonoridad. Distintas compañías especializadas en audio digital han desarrollado emulaciones para estaciones de audio digital que intentan replicar estas características sonoras, en gran parte gracias a la popularidad de las mismas entre los productores e ingenieros de mezcla contemporáneos.

## Historia

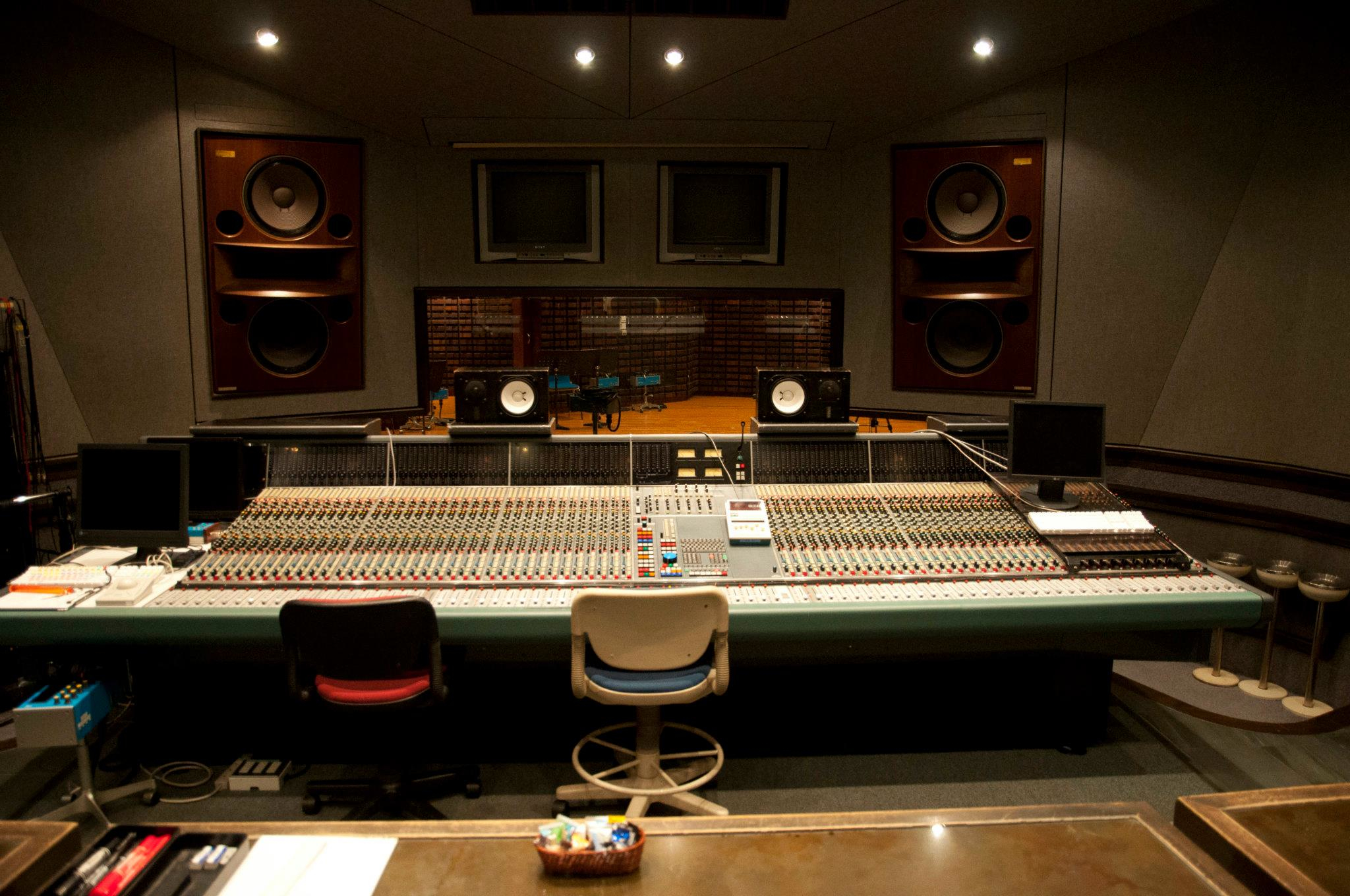
El principal competidor de SSL en el momento de su génesis era la compañía Neve Electronics, cuya línea de consolas 80 Series era la principal opción para los grandes estudios. En la imagen, una mesa de mezclas modelo VR-72, similar a la serie 80.

En 1969, Colin Sanders fundó Solid State Logic como una compañía que inicialmente fabricaba sistemas de conmutación de tipo FET para órganos de tubo en iglesias. Sanders, quien también poseía los Acorn Studios en Stonesfield, Oxfordshire, posteriormente comenzó a fabricar mesas de mezcla en una época en la que la empresa Neve Electronics era el principal proveedor de mezcladoras para estudios de grabación profesionales. En concreto, la línea 80 Series de Neve era conocida por su sonido «cálido» y preferida por una gran cantidad de profesionales de la industria en ese momento.
En 1975, la primera consola SSL salió al mercado bajo la denominación SL4000 A Series, de las cuales solo se ordenaron dos unidades que fueron construidas a mano. Por esa época, Sanders y su socio Paul Bamborough tuvieron la idea de incorporar una computadora a la consola de planta en Acorn Studios con la intención de automatizar ciertos procesos propios de la misma, como el movimiento de los atenuadores y el transporte de las cintas magnéticas para la grabación, lo que llevó al desarrollo del SSL Studio, un ordenador que se añadió al modelo sucesor de la Serie A: la Serie B, lanzada al mercado en 1976 y de la que se vendieron 6 unidades. La adición y posterior desarrollo de este sistema computacional controlado por QWERTY dieron pie a la función Total Recall, que permitía al usuario tomar una «instantánea» de las configuraciones de la consola en un momento determinado para después reproducirse exactamente igual en la misma mezcladora o en otra del mismo tipo, lo que facilitó que los ingenieros colaboraran entre sí en diferentes estudios de grabación, y ahorraba tiempo cuando las mezclas tenían que ser rehechas o afinadas en pequeños detalles.
Anteriormente, los ingenieros y productores se veían en la necesidad de utilizar varias piezas de hardware distintas, cada una para un proceso de audio específico. Por ejemplo, se usaba un magnetófono para capturar el sonido, un compresor para disminuir el rango dinámico de la señal grabada y una compuerta destinada a eliminar cualquier ruido de fondo que hubiese entrado al micrófono. Sanders creía que esto limitaba a los artistas, tanto durante el proceso creativo como a la hora de experimentar durante la etapa de mezcla, por lo que condensó en cada uno de los canales de la consola Serie 4000 E (lanzada en 1979) varios procesos: filtrado (paso bajo y alto), ecualización paramétrica de cuatro bandas, compuerta de ruido, expansión y compresión. Esto supuso una innovación para la época, y pronto la Serie E se hizo especialmente popular entre los ingenieros de mezcla de aquel momento. 
En 1983, SSL desarrolló junto a George Martin una nueva sección de ecualización de frecuencias graves para la Serie E apodada «Black Knob» (perilla negra, en español), que ofrecía un sonido de graves más definido y transparente que las versiones anteriores, cuya perilla de ecualización era marrón y era conocida como «Brown Knob».
En 1987, se introdujo la Serie G, esencialmente mejorando ciertos detalles específicos de su predecesora: incluía un chip VCA mejorado, circuitos más limpios y un atenuador móvil. Sin embargo, la sección de ecualización tenía una respuesta sonora distinta, debido a que usaba curvas de ecualización acentuadas y que trabajaba con un sistema de ancho de banda proporcionalmente variable: mientras más se atenuaba o resaltaba la frecuencia a tratar, más estrecho se volvía, manteniendo así la «energía» de la fuente relativamente constante.
Durante las décadas de 1970 y 1980, la Serie E y G se convirtieron en estándares en la industria de la mezcla, utilizada para la creación de música, audio cinematográfico y broadcasting: Born In The USA (1984) de Bruce Springsteen fue mezclada por Bob Clearmountain en una 4072G+ VU, y Constrictor (1986) de Alice Cooper se mezcló en una 4040E por Michael Wagener. Aunque eventualmente la demanda y uso de consolas analógicas decayó considerablemente en años recientes debido al auge del home studio y el surgimiento del audio digital, su uso ha trascendido a la actualidad. Por ejemplo, el ingeniero de mezcla Chris Lord-Alge realizó el proceso de mezcla de Welcome To The Black Parade (2006) en su Serie E personal, y a inicios de la década de los 2000 y 2010, compañías como Universal Audio, Waves, Brainworx y la propia Solid State Logic lanzaron al mercado complementos informáticos diseñados para uso en estaciones de audio digital que emulaban el comportamiento propio de los circuitos analógicos empleados en las mesas de mezcla originales.